# Matsue
Matsue (japanisch 松江市 Matsue-shi) ist eine kreisfreie Stadt sowie Seehafen und Verwaltungssitz der Präfektur Shimane im westlichen Teil von Honshū, der Hauptinsel von Japan, an der Küste zum Japanischen Meer gelegen.

## Geographie und Wirtschaft
Wirtschaftlich bedeutend sind Konsumgüterindustrie, und sowohl Meeres- als auch Binnenfischerei, denn in der Nähe der Stadt liegt der Shinji-See, der siebtgrößte See Japans sowie Nakaumi. Beide Seen sind über den Ōhashi miteinander verbunden. Im Norden des Verwaltungsgebiets am Japanischen Meer gelegen befindet sich das Kernkraftwerk Shimane.

## Klima
|                        | Jan   | Feb   | Mär   | Apr   | Mai   | Jun   | Jul   | Aug   | Sep   | Okt   | Nov   | Dez   |   |      |
| Mittl. Temperatur (°C) | 4,6   | 5,0   | 8,0   | 13,1  | 18,0  | 21,7  | 25,8  | 27,1  | 22,9  | 17,4  | 12,0  | 7,0   | ⌀ | 15,3 |
| Mittl. Tagesmax. (°C)  | 8,3   | 9,4   | 13,1  | 18,5  | 23,2  | 26,2  | 29,8  | 31,6  | 27,1  | 22,0  | 16,5  | 10,9  | ⌀ | 19,8 |
| Mittl. Tagesmin. (°C)  | 1,5   | 1,3   | 3,6   | 8,2   | 13,5  | 18,2  | 22,8  | 23,8  | 19,6  | 13,4  | 8,0   | 3,6   | ⌀ | 11,5 |
|                        |       |       |       |       |       |       |       |       |       |       |       |       |   |      |
| Niederschlag (mm)      | 153,3 | 118,4 | 134,0 | 113,0 | 130,3 | 173,0 | 234,1 | 129,6 | 204,1 | 126,1 | 121,6 | 154,5 | Σ | 1792 |
|                        |       |       |       |       |       |       |       |       |       |       |       |       |   |      |
| Luftfeuchtigkeit (%)   | 76    | 74    | 72    | 70    | 71    | 78    | 80    | 77    | 79    | 76    | 76    | 76    | ⌀ | 75,4 |

| 1,5 |

| 1,3 |

| 3,6 |

| 8,2 |

| 13,5 |

| 18,2 |

| 22,8 |

| 23,8 |

| 19,6 |

| 13,4 |

| 8,0 |

| 3,6 |

| 1,5 |

| 1,3 |

| 3,6 |

| 8,2 |

| 13,5 |

| 18,2 |

| 22,8 |

| 23,8 |

| 19,6 |

| 13,4 |

| 8,0 |

| 3,6 |

## Sehenswürdigkeiten

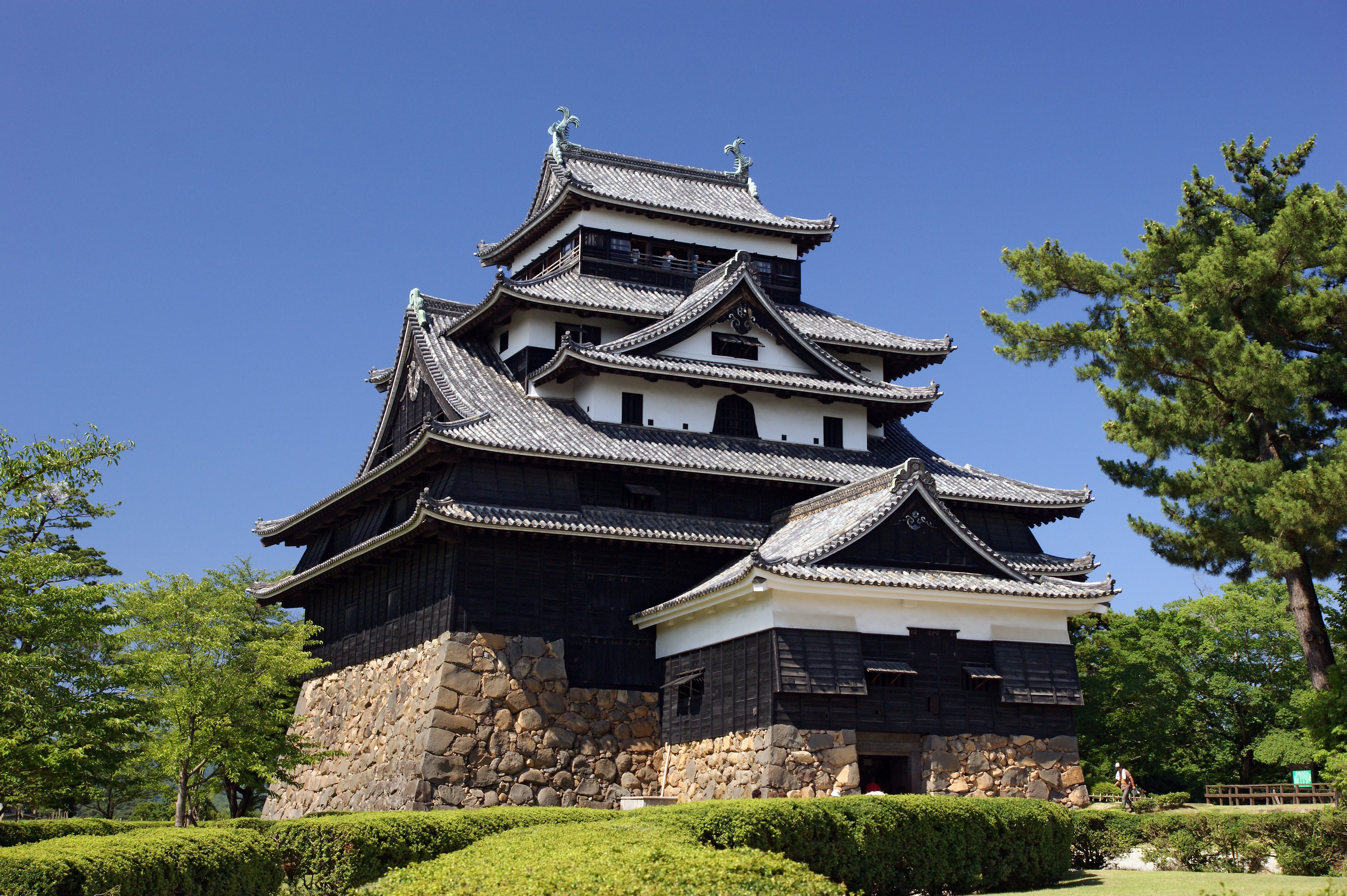
Burg Matsue

Zum Stadtbild gehört neben Tempeln die historische Burg Matsue (im Jahre 1611 während der Tokugawa-Zeit erbaut), mit ihren umfangreichen Kanalanlagen. Sie ist eine der ältesten original erhaltenen japanischen Burgen. An Museen gibt es das Shimane-Kunstmuseum, das Monument Museum Kimachi Stone und das Literaturmuseum Koizumi Yakumo Kinenkan zu Ehren von Lafcadio Hearn. Der irisch-griechische Schriftsteller lebte etwa ein Jahr in Matsue. Ein im Verwaltungsgebiet gelegener Nationalschatz ist die Haupthalle des Kamosu-Schreins. Ein beliebtes Fotomotiv und als eines der „100 besten Sonnenuntergangsmotive in Japan“ ausgewiesen ist die kleine Insel Yomegashima im Shinji-See.
Der Asteroid (8113) Matsue wurde nach der Stadt benannt.

## Bildung
In Matsue befindet sich die Shimane-Universität.

## Kultur
Am Sada-Jinja-Schrein wird jährlich im September das Gozakae-Ritual („Austausch der Binsenmatten“) ausgeführt, bei dem die Matten, auf denen die Statuen der Gottheiten stehen, gewechselt werden. Dabei werden über zwei Tage eine Reihe heiliger Sada-Shin-Noh-Tänze aufgeführt. Diese Tänze wurden 2011 in die UNESCO-Liste des immateriellen Kulturerbes der Menschheit aufgenommen.

## Verkehr
- Straße:
  - Sanin-Autobahn
  - Nationalstraße 9
  - Nationalstraßen 54, 431, 432, 485
- Zug:
  - JR Sanin-Hauptlinie (entlang der Südseite des Shinji-Sees)
  - JR Kisuki-Linie
  - Ichibata-Eisenbahn: Kita-Matsue-Linie (entlang der Nordseite des Shinji-Sees)

## Städtepartnerschaften

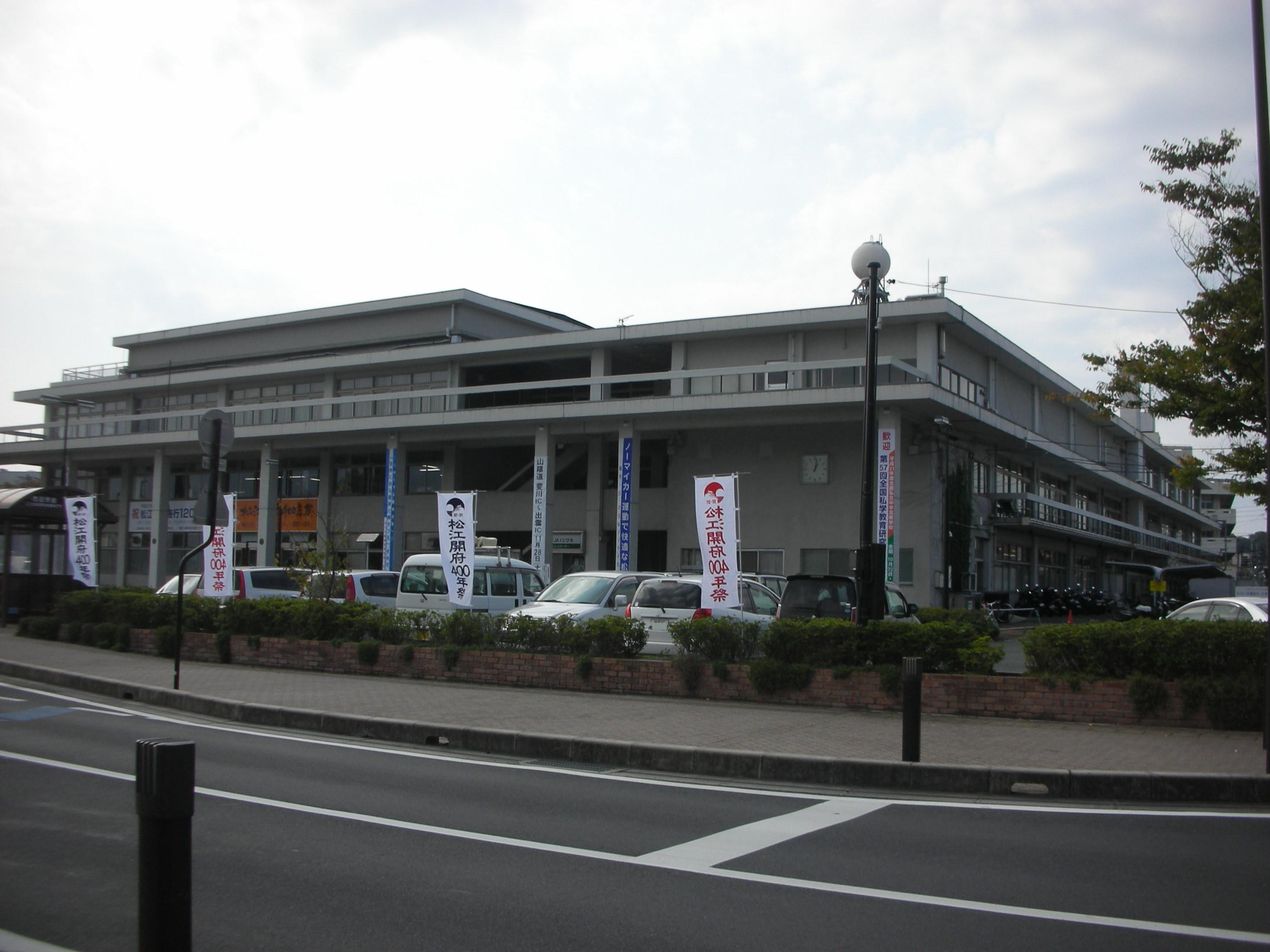
Rathaus von Matsue

Matsue listet folgende vier nationale und fünf internationale Partnerstädte auf:
| Stadt       | Land                             | seit |
| ----------- | -------------------------------- | ---- |
| Dublin      | Leinster, Irland                 |      |
| Hangzhou    | Zhejiang, Volksrepublik China    | 2003 |
| Jilin       | Mandschurei, Volksrepublik China | 1999 |
| Jinju       | Süd-Gyeongsang, Südkorea         | 1999 |
| New Orleans | Louisiana, Vereinigte Staaten    | 1994 |
| Ōguchi      | Aichi, Japan                     | 2015 |
| Onomichi    | Hiroshima, Japan                 | 2012 |
| Suzu        | Ishikawa, Japan                  | 1988 |
| Takarazuka  | Hyōgo, Japan                     | 1967 |
| Yinchuan    | Ningxia, Volksrepublik China     | 2004 |

## Söhne und Töchter der Stadt
- Kishi Seiichi (1867–1933), Rechtsanwalt, Politiker und Mitglied des Internationalen Olympischen Komitees
- Tsunetō Kyō (1888–1967), juristischer Gelehrter
- Nagano Shigeo (1900–1984), Unternehmer
- Paul Takashi Nagai (1908–1951), Radiologe, Autor und Überlebender des Atombombenabwurfs auf Nagasaki
- Hiroyuki Hosoda (1944–2023), Politiker
- Hiroshi Abe (* 1958), Amateurastronom
- Mai Hoshimura (* 1981), Singer-Songwriter
- Ayako Jinnouchi (* 1987), Mittelstreckenläuferin
- Kōhei Nakashima (* 1989), Fußballspieler
- Kei Nishikori (* 1989), Tennisspieler
- Seika Aoyama (* 1996), Sprinterin
- Sōya Takahashi (* 1996), Fußballspieler

## Angrenzende Städte und Gemeinden
- Izumo (im Westen)
- Unnan (im Süden)
- Yasugi (im Südosten)
- Sakaiminato, Präfektur Tottori (im Osten)